# Caerleon
Caerleon (Caerllion en gal·lès) és una vila situada a la vora del riu Usk prop de la ciutat de Newport (sud de Gal·les). És un centre arqueològic important, amb les restes d'una fortalesa romana ("Isca Augusta") i d'un fort de l'edat de ferro.

## Llegenda del rei Artús
Geoffrey de Monmouth, en la seva Historia Regum Britanniae, descriu Caerleon com una de les ciutats més importants de Britànnia. La narració va des de la seva fundació pel rei Belinus fins a la designació com a seu bisbal en època de sant Dubricius, un arquebisbat més important que Canterbury i York. Posteriorment, sant David traslladarà la seu a la catedral de Sant David.
Geoffrey de Monmouth hi situarà la cort del rei Artús; no hi havia cap Camelot en la narració anterior ni en les traduccions de Wace o Layamon. Fou Chrétien de Troyes qui va intoduïr Camelot en la llegenda, tot i que aquest autor esmenta Caerleon. Els antics escriptors parlaven de Caerleon. També Thomas Malory cita 'Carlion' en la seva adaptació del tema.
A Caerleon hi ha les restes d'un amfiteatre romà que han estat associades a la Taula rodona. Hi ha opinions que indiquen l'amfiteatre com a possible inspiració de la llegenda de la taula.